# Viktoryja Azaranka
Viktoryja Azaranka eller Viktoria Azarenko (belarusiska: Вікторыя Фёдараўна Аза́ранкa Viktoryja Fjodarauna Azáranka; ryska: Виктория Фёдоровна Аза́ренко Viktoria Fjodorovna Azárenko; inom tennisvärlden/i USA oftast skrivet Victoria Azarenka), född 31 juli 1989 i Minsk, Sovjetunionen, är en vitrysk högerhänt professionell tennisspelare.
Hon avancerade tidigt 2012 till positionen som världsetta, bland annat genom sin singelvinst i Australiska öppna och är för närvarande, 24 januari 2023, rankad som nr 24 i världen.

## Tenniskarriären
Viktoryja Azaranka blev professionell WTA-spelare 2003 och har till maj 2021 vunnit 21 WTA-titlar i singel och 8 i dubbel och dessutom 1 singel- och 3 dubbeltitlar i ITF-arrangerade turneringar. Bland hennes meriter märks tre finaler i mixed dubbel i Grand Slam-turneringar, varav två segrar och en GS-final i dubbel.
Azaranka vann 2007 sin första GS-titel i mixed dubbel i US Open tillsammans med landsmannen Max Mirnyj. I finalen besegrade de spelarparet Meghann Shaughnessy & Leander Paes med 6-4, 7-6. Samma säsong spelade hon tillsammans med Mirnyi final i Australiska öppna, men förlorade denna mot Daniel Nestor & Jelena Likhovtseva (4-6, 4-6).  
I januari 2008 nådde Azaranka dubbelfinalen i Australiska öppna tillsammans med israeliska Shahar Peer. I finalen besegrades de av det ukrainska syskonparet Alona Bondarenko/Kateryna Bondarenko som vann med 2-6, 6-1,6-4. I Franska öppna senare på försommaren nådde hon finalen i mixed dubbel tillsammans med amerikanen Bob Bryan. Paret vann finalen över Katarina Srebotnik & Nenad Zimonjic med 6–2, 7–6.

## Spelaren och personen
Viktoryja Azaranka började spela tennis som 7-åring, uppmuntrad av sin mor. Hennes favoritunderlag är hard court och hon känner sig säkrast när hon slår sin dubbelfattade backhand. Hon flyttade till USA som 15-åring för att satsa på tenniskarriären. 
Som förebild bland tennisspelare har hon Roger Federer och Steffi Graf.
Hon har sonen Leo, född 2016, med sin tidigare sambo Billy McKeague.

## Grand Slam-finaler, singel (4)
| Resultat | År   | Mästerskap            | Underlag | Finalmotståndare | Setsiffror         |
| -------- | ---- | --------------------- | -------- | ---------------- | ------------------ |
| Vinst    | 2012 | Australiska öppna     | Hard     | Marija Sjarapova | 6–3, 6–0           |
| Förlust  | 2012 | US Open               | Hard     | Serena Williams  | 2–6, 6–2, 5–7      |
| Vinst    | 2013 | Australiska öppna (2) | Hard     | Li Na            | 4–6, 6–4, 6–3      |
| Förlust  | 2013 | US Open               | Hard     | Serena Williams  | 5–7, 7–6(8–6), 1–6 |

### Övriga Grand Slam-titlar
- Franska öppna
  - Mixed dubbel - 2008 (med Bob Bryan)
- US Open
  - Mixed dubbel - 2007 (med Max Mirnyj)

## Övriga WTA-titlar

### Singel
- 2009 - Brisbane
- 2009 - Memphis
- 2009 - Miami
- 2010 - Stanford
- 2010 - Moskva
- 2011 - Miami
- 2011 - Marbella
- 2011 - Luxemburg
- 2012 - Sydney
- 2012 - Doha
- 2012 - Indian Wells

### Dubbel
- 2006 - Tasjkent (med Tatiana Poutjek)
- 2009 - Memphis (med Caroline Wozniacki)
- 2009 - Indian Wells (med Vera Zvonareva)
- 2010 - Cincinnati (med Marija Kirilenko)
- 2011 - Madrid (med Marija Kirilenko)
- 2011 - Stanford (med Marija Kirilenko)